# Quería saber
Quería saber es el vigesimoprimer álbum de estudio del cantautor cubano Silvio Rodríguez. Fue publicado el 7 de junio del año 2024.

## Lista de canciones
1. América
2. Viene la cosa
3. De pronto la tatagua
4. Para no botar el sofá (canción editorial)
5. Danzón para la espera
6. La cuota diaria
7. Ciudad
8. Nuestro después
9. Quería saber
10. Ángel ciego
11. Tonada para dos poemas de Rubén Martínez Villena

## Músicos
- Guitarra, vihuela, percusiones y voces: Silvio Rodríguez
- Piano: Jorge Aragón y Frank Fernández (en Ángel ciego)

- Batería y percusión: Oliver Valdés
- Vibráfono y congas: Emilio Vega
- Contrabajo: Jorge Reyes
- Tres: Maykel Elizarde
- Guitarra: Rachid López
- Flautas, clarinetes y coros: Niurka González
- Violonchelo: Alina Neira
- Violines I: Javier Cantillo y Anabel Estévez
- Violines II: Aylin Pino y Jenny Peña
- Violas: Gretchen Labrada y Osvaldo E. Castro
- Cellos: Roberto Carlos Ramírez y Carolina Rodríguez
- Coros: Malva Rodríguez

## Ficha técnica
- Dirección musical y producción: Silvio Rodríguez
- Grabación y mezcla: Olimpia Calderón Arias y Merlín Lorenzo
- Grabación: Jerzy Belc (Danzón para la espera) y Juan Carlos Delgado (Ángel ciego)
- Masterización: Orestes Águila
- Asistente de producción: Juan Mario Chávez
- Auxiliar: Orlando Valdés
- Foto: Daniel Mordzinski
- Diseño: Arístides Torres
- Grabado en los Estudios Ojalá, La Habana, Cuba, entre 2019 y 2024.